# Drupa ricinus
Drupa ricinus is een slakkensoort uit de familie Muricidae. De wetenschappelijke naam werd gepubliceerd in 1758 door Carl Linnaeus in de tiende editie van Systema naturae.

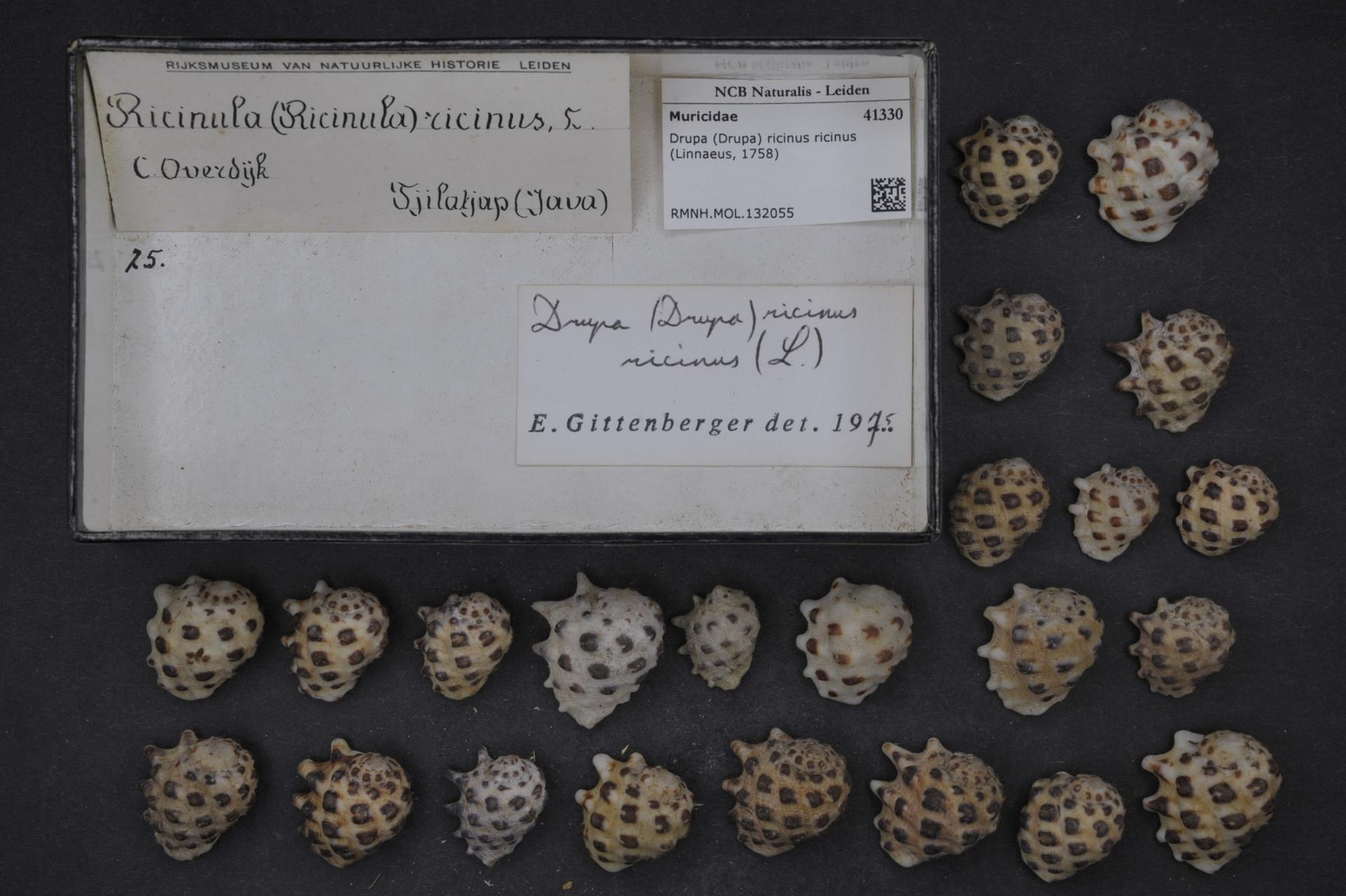
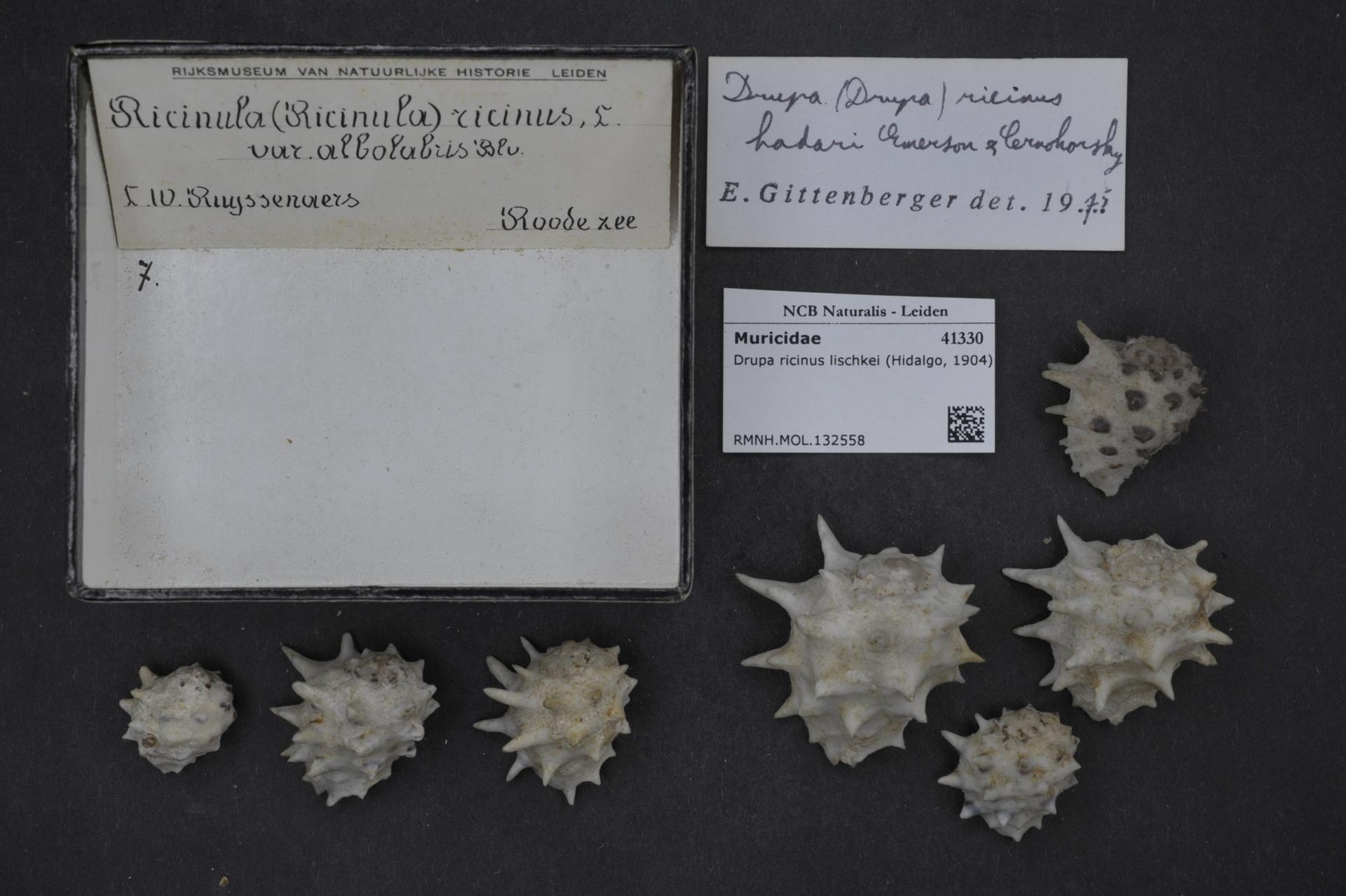